# Indeklima
Indeklima er det miljø, man har indenfor i bygninger.  Indeklimaet er sammensat af flere miljømæssige fænomener, for eksempel luftfugtighed, temperatur og luftens renhed. 
En indeklimaforsker forsker i de betingelser, som ligger til grund for det oplevede indeklima. Den danske forsker P. Ole Fanger var blandt verdens førende indeklimaforskere.
Indeklimaet kan påvirkes positivt ved hjælp af luftbefugtning, hvor man tilfører vand til luften og dermed hæver den relative luftfugtighed. Dette bruges meget i produktionsmiljøer, institutioner, kontorer, hospitaler, mm. som ofte døjer med tør luft.

## Eksterne kilder og henvisninger
- Om indeklima på Videncenter for Arbejdsmiljøs hjemmeside Arkiveret 24. juni 2011 hos  Wayback Machine